# Marco Dente

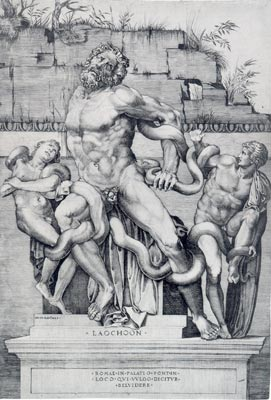
Laocoonte y sus hijos, reproducción del célebre grupo helenístico pocos años después de su descubrimiento y en el estado en que fue hallado, grabado por Marco Dente.

Marco Dente da Ravenna (c. 1490-1527) fue un grabador renacentista italiano. 

## Biografía
Nacido en Ravena (Estados Pontificios) y activo en Roma, fue discípulo de Marcantonio Raimondi, cuyo estilo asimiló. 
La primera de sus obras conocida está firmada y fechada en 1515. Especializado en el grabado de reproducción, realizó unas sesenta planchas a partir principalmente de obras de Rafael y de su círculo, sirviéndose para algunas de ellas de dibujos previos de su maestro. 
Ocasionalmente reprodujo también obras de la antigüedad clásica como Laocoonte y la estatua ecuestre de Marco Aurelio. También grabó una Matanza de los inocentes ideada por Baccio Bandinelli; esta copia fue replicada en un grabado muy fiel por Nicolas Béatrizet. 
Dente murió en 1527 en el Saco de Roma que asoló la ciudad.